# دجاج كتالانا
دجاجة كتالانا، هي سلالة دجاج متعددة الاستعمال، يمكن أن تستعمل في مزارع إنتاج البيض، وكذا لانتاج اللحم في المقام الثاني، ثم  إدراج كاتالانا في معيار الكمال لجمعية الدواجن الأمريكية في عام 1949.
دجاجة كتالانا هي سلالة مسجلة  كسلالة إسبانية من الدجاج المحلي. نشأت في منطقة كاتالونيا في شرق إسبانيا.
ويمكن أيضا أن يطلق عليه: كاتالانا ديل برات ليونادا أو باف كاتالانا بالنسبة لدجاجة كاتالانا ذات الريش الذهبي.

## روابط ويكيبيدية
- دجاج سومبور كابوركا
- دجاج سلطان
- لحوم بيضاء
- دجاج ذات الرقبة العارية
- دجاج الأندلسي
- دجاج منورقة
- دجاجة سوداء ذات الوجه الأبيض